# Strage di Farneta
La strage di Farneta fu la fucilazione di dodici monaci certosini, effettuata dai soldati tedeschi delle SS appartenenti alla 16. SS-Panzergrenadier-Division "Reichsführer-SS" il 7 e il 10 settembre 1944, in seguito al rastrellamento effettuato nella Certosa di Farneta di Lucca nella notte tra il 1° e il 2 settembre dello stesso anno.
I primi due monaci furono uccisi il 7 settembre, mentre gli altri 10 furono trucidati tre giorni più tardi nella più ampia operazione di massacro di prigionieri denominata Strage delle Fosse del Frigido, avvenuta nei giorni 10 e 16 settembre 1944.
Per le SS i monaci certosini erano colpevoli di aver dato asilo a un centinaio di perseguitati politici, partigiani ed ebrei.

## Storia

### Il rastrellamento
Le SS irruppero nei locali della Certosa di Farneta alle 23.15 circa dell'ora legale nella notte tra il 1° e il 2 settembre 1944, sorprendendo i padri certosini mentre si recavano in chiesa per la recita del Mattutino.
Il rastrellamento di tutti i locali della Certosa risultò problematico e di lunga durata: i monaci vennero così rinchiusi nel parlatorio, stretti come sardine e minacciati di morte. Verso le otto del mattino alcuni padri riuscirono a celebrare la Messa. Quasi tutti i monaci furono costretti a svestirsi dell'abito religioso per indossare abiti civili.

### Il trasferimento a Nocchi
Dalla certosa di Farneta partirono in tre momenti diversi della giornata tre autocarri coperti,  sui quali furono caricate tutte le persone catturate tranne un fratello ungherese, Augustin Sztrilich: i tre autocarri ebbero come destinazione un frantoio a Nocchi di Camaiore, dove tutti i prigionieri della Certosa vennero rinchiusi con altri provenienti dalle zone limitrofe.
La prigionia nel frantoio durò quattro giorni, dal mezzogiorno del 2 settembre all'alba del 6, durante i quali i padri ricevettero un solo pasto giornaliero, subendo varie angherie. Inoltre, per tre volte fu eseguita la decimazione dei prigionieri in risposta alle rappresaglie subite dai tedeschi: la fucilazione con più vittime avvenne il 4 settembre poco lontano da Nocchi, a Pioppetti, quando furono uccise 35 persone, una ventina delle quali provenienti dalla Certosa.

### Nuovi trasferimenti: il 6 settembre
All'alba del 6 settembre le SS divisero i prigionieri in tre gruppi.
Il primo, composto da una quindicina di padri certosini, tra i quali ritroviamo il padre maestro e il vescovo–novizio, ossia coloro i quali furono considerati i veri e propri responsabili, fu trasferito con dei camion vicino a Camaiore e rinchiusi in un locale angusto fino alla mattina del 7 settembre.
Il secondo gruppo, composto da tutti gli altri padri, dopo un tragitto a piedi di 4 km e un trasferimento su camion, fu condotto al Sammellager (campo di raccolta) di Carrara dove avvenne una nuova selezione: due padri e sei fratelli considerati inadatti al lavoro furono trasferiti al forte Malaspina di Massa.
Il terzo gruppo formato dai più giovani e validi fu deportato in Germania.

### Le prime due vittime
Il 7 settembre furono fucilati i primi due monaci certosini: il priore Martino Binz e il vescovo venezuelano Bernardo Montes de Oca, durante un trasferimento a piedi dalla prigione di Camaiore al Forte Malaspina di Massa, alle pendici del Montemagno: i loro corpi furono cosparsi di benzina e dati alle fiamme per poi essere coperti da un po' di terra. Il resto del gruppo raggiunse il Forte dove si ricongiunse con gli altri padri certosini che si trovavano già lì dal giorno precedente.

### La strage del 10 settembre
I due monaci rimasti del gruppetto dei responsabili, insieme agli altri otto selezionati a Carrara e considerati inadatti al lavoro, furono uccisi nella giornata del 10 settembre con altre 27 persone, sette delle quali provenienti dal rastrellamento della certosa: furono mitragliati due/tre per volta e in orari diversi della giornata, nell'ambito di quella operazione di eliminazione dei prigionieri voluta dai tedeschi ormai in ritirata, denominata strage delle Fosse del Frigido, che ebbe luogo proprio il 10 e 16 settembre.
I primi a trovare la morte furono i padri Costa ed Egger, lungo la strada che da Massa va a Ponte Forno. Verso mezzogiorno toccò ai fratelli laici Michele Nota e Giorgio Maritano. I monaci Adriano Compagnon e Adriano Clerc morirono verso le 13. Alle 17 fu fucilato il fratello laico Raffaele Cantero. Poco dopo le 18, lungo la strada che da Massa porta a Torano, furono uccisi padre Benedetto Lapuente e i fratelli laici Bruno d'Amico e Alberto Rosbad.

### La sepoltura
I corpi dei dieci certosini fucilati il 10 settembre furono tumulati in un primo momento nei cimiteri di Mirteto e Turano, per poi essere trasferiti il 22 e 23 maggio 1945 presso la certosa di Farneta.
Le ossa dei padri Martino Binz e Bernardo Salvatore Montes de Oca furono ritrovate solamente il 7 febbraio del 1947: padre Binz fu sepolto a Farneta due giorni dopo; i resti di Montes de Oca invece furono trasportati in Venezuela.

## Processi ai responsabili della strage
Per le responsabilità individuali della strage sono stati accertati i nomi di Hermann Langer, Eduard Florin ed Helmut Loos.
Il tenente Hermann Langer, diretto superiore di Florin, assolto nel 2004 in primo grado dall'accusa di essere responsabile della strage, in appello fu riconosciuto colpevole e condannato in contumacia all'ergastolo, sentenza emessa nel 2005 da un tribunale militare italiano a Roma e mai attivata. Il giornale La Nazione commentando la sua morte iniziava l'articolo dal titolo E’ morto il criminale nazista condannato per la strage di Farneta del 13 set 2016 con la seguente constatazione del giornalista Paolo Pacini che ironizzava sull'"ergastolo virtuale" subito da Langer: «Lucca, 13 settembre 2016 - È morto serenamente nei giorni scorsi alla bella età di quasi 97 anni a Giessen, a due passi dalla sua cittadina di Linden, in Germania, dove si era ritirato da tranquillo pensionato. Una bella e lunga vita. Non si può dire lo stesso, purtroppo, delle decine di vittime innocenti che quest’uomo aveva sulla coscienza».
Il sergente Eduard Florin, che era conosciuto nel monastero e riuscì quindi a far aprire quel giorno dai monaci i cancelli agli uomini delle SS, fu processato a La Spezia nel settembre 1946 e assolto "per non aver commesso il fatto", in quanto sarebbe stato presente al solo rastrellamento della Certosa ma non avrebbe avuto parte agli eventi successivi che portarono alla strage.
Il nome del maggiore Helmut Loos, capo del servizio Ic (servizio informazioni della divisione) e comandante della sicurezza, era emerso nel corso dei processi a carico di Max Simon e Walter Reder, e nel 1951 anche il tribunale militare di Bologna era a conoscenza del suo ruolo centrale nelle stragi naziste del 1944. Le dichiarazioni di testimoni e imputati, tuttavia, fecero ritenere che Looss fosse scomparso in Austria al termine del conflitto: in realtà era sopravvissuto alla guerra e si era dato alla clandestinità per sfuggire all'arresto.

## Le vittime

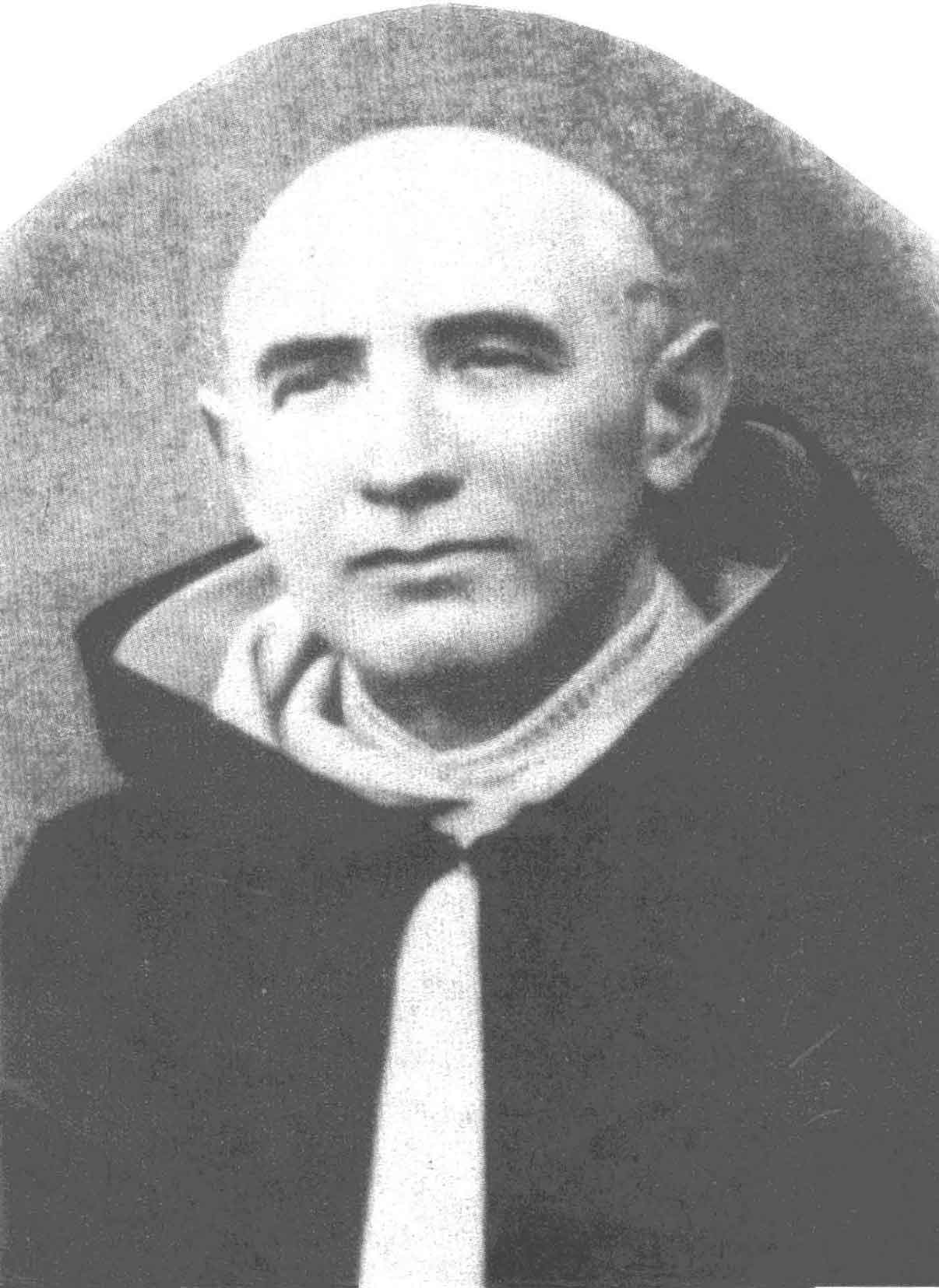
Una delle vittime, Padre Salvador Montes de Oca vescovo venezuelano esule in'Italia

- Martino Binz (Fillistorf, Svizzera, 10 ottobre 1878 - Pendici del Montemagno, 7 settembre 1944). Novizio al convento dei cappuccini di Wesmelin a Lucerna, il 2 gennaio 1903 fu inviato alla Certosa di La Valsainte, in Svizzera, in previsione dell'espulsione dei certosini dalla Francia. Nel gennaio del 1905 raggiunse Farneta. Religioso esemplare, fervente e molto fedele alla regola, terminato il noviziato pronunciò i voti solenni a Farneta il 26 dicembre 1906 e fu ordinato sacerdote a Lucca il 29 dicembre 1907. Il 28 maggio 1940 gli furono affidate a Farneta le funzioni di vicario e di maestro dei novizi, il 30 ottobre dello stesso anno fu nominato priore. La situazione a Farneta era molto delicata a causa dell'occupazione del paese da parte dei tedeschi. In quanto priore si assunse la responsabilità dell'accoglienza dei rifugiati, per questo sperava di poter essere la sola vittima. Poté conservare il suo abito da certosino durante tutta la deportazione, fino alla fucilazione.

- Gabriele-Maria Costa, nato Antonio Alberto Luigi Costa (Massa Lombarda, 16 settembre 1898 - Strada per Ponte Forno, 10 settembre 1944).

- Pio-Maria Egger, nato Frank Joan Egger (Tablat, Svizzera, 21 maggio 1905 - Strada per Ponte Forno, 10 settembre 1944). Studente universitario, nel visitare la Certosa di Valsainte durante la solennità di Pentecoste, sentì la chiamata alla vita religiosa. Il 6 ottobre 1932 prese i voti solenni a Valsainte e il 18 dicembre dello stesso anno vi fu ordinato sacerdote. Il 16 novembre 1940 arrivò a Farneta come maestro dei novizi, carica ricoperta fino alla morte. Abbinava a una spiritualità di tipo mistico il carattere cordiale e generoso. Svizzero-tedesco, per questo trattava spesso con le autorità tedesche e a volte otteneva la liberazione di alcuni prigionieri. All'inizio di luglio fu ingannato da tre soldati tedeschi, inviati come spie. Cercò inutilmente di ottenere il riconoscimento del monastero come zona neutra.  A sua madre e sua sorella fece sapere: "Muoio per aver fatto una buona opera". Inserito nel gruppo dei responsabili, venne fucilato la mattina del 10 settembre.

- Bernardo Salvatore Montes de Oca, nato Andrés Salvador Montes de Oca (Carora, Venezuela, 21 ottobre 1895 - Pendici del Montemagno, 7 settembre 1944).

- Benedetto-Maria Lapuente, nato Pierre Paul Lapuente (Murieta, Spagna, 18 ottobre 1874 - Strada per Torano, 10 settembre 1944). Ordinato sacerdote il 30 novembre 1907 a Paranà, in Argentina, fu dapprima monaco benedettino. Il 27 gennaio 1915 prese l'abito di novizio a Farneta, col nome di Benedetto-Maria. Pronunciò i voti solenni il 2 febbraio 1920. Nominato sacrestano il 7 febbraio 1930, restò a Farneta con questa carica fino alla morte. Sempre sereno e silenzioso, considerato come un santo da quelli che lo conoscevano, fu uno dei primi a essere preso prigioniero. Pronto, in qualunque momento, a salire sulla croce e morirvi, fu ucciso con colpo alla nuca verso le sei di sera del 10 settembre.

- Adriano Compagnon, nato Henri Joseph Marie Compagnon (Versailles 23 gennaio 1874 - Strada per Ponte Forno, 10 settembre 1944). Professore di teologia, ordinato sacerdote a Versailles il 9 giugno 1900, il 15 novembre 1901 cominciò il noviziato alla Grande Chartreuse. In previsione dell'espulsione dei certosini dalla Francia, il 29 dicembre 1902 fu inviato a Montalegre, in Spagna, dove fece la professione solenne il 17 novembre 1906. Per 24 anni rimase in Spagna, poi per 18 anni visse in Italia, inviato di sede in sede, a seconda dei bisogni, per esercitarvi diverse cariche. Nel 1943 giunse a Farneta, dove rivestì la carica di professore. Dopo l'irruzione nazista fu imprigionato al forte Malaspina, per essere poi ucciso nel primo pomeriggio del 10 settembre.

- Alberto Rosbach, nato Emile Rosbach (Neidt, Germania, 12 ottobre 1870 - Strada per Torano, 10 settembre 1944). Dapprima operaio in fabbrica, il 5 ottobre 1892 prese l'abito alla Certosa di San Bruno di Haïn, vicino a Düsseldorf, dove fece la professione solenne l'8 dicembre 1903. Dopo essere stato per tredici anni nella Certosa di Pleterje, in Slovenia, e poi in quella di Serra San Bruno, in Calabria, nel settembre del 1926 fu destinato alla Certosa di Farneta, dove rimase 18 anni, fino alla morte. Il 2 settembre 1944, nonostante la sua nazionalità tedesca, fu deportato al forte di Malaspina; viene ricordato insieme ai compagni per la gioia e la serenità di fronte alla morte che li attendeva. Fu giustiziato domenica 10 settembre, verso le 6 di sera, con una raffica di mitragliatrice alla nuca.

- Adriano Clerc, nato Antoine Henri Adrien Clerc (Estavayer-le-Gibloux, Svizzera, 19 giugno 1870 - Strada per Ponte Forno, 10 settembre 1944). Era il maggiore di venti figli. Il 20 novembre 1893 prese l'abito alla Grande Chartreuse. I monaci certosini vennero espulsi dalla Francia il 29 aprile 1903, e il 10 novembre 1904 fratel Adriano giunse a Farneta, dove si era installata la comunità della Grande Chartreuse, e dove il 6 gennaio 1905 fece la professione solenne. Restò nel monastero fino alla morte, per quasi quarant'anni. Fu fucilato domenica 10 settembre, all'inizio del pomeriggio.

- Michele Nota, nato Michele Maurizio Nota (Lusernetta, 12 gennaio 1888 - Strada per Ponte Forno, 10 settembre 1944).

- Giorgio Maritano (Casalette, 12 dicembre 1882 - Strada per Ponte Forno, 10 settembre 1944).

- Bruno D'Amico, nato Alessandro D'Amico (Palermo, 22 maggio 1884 - Strada per Torano, 10 settembre 1944). Dopo una prima esperienza religiosa nella Compagnia di Gesù come fratello coadiutore, il 26 maggio 1928 prese l'abito nella Certosa dei Santi Stefano e Bruno, a Serra San Bruno, in Calabria. Nel novembre 1934 fu inviato alla Certosa di Firenze. Il 26 giugno 1942 giunse a Farneta. Fu ucciso il 10 settembre 1944, verso le sei di sera.

- Raffaele Cantero, nato Angelo Cantero (Saragozza, 1º marzo 1897 - Strada per Ponte Forno, 10 settembre 1944). Esercitò il mestiere di sarto prima di entrare nella Certosa di Aula Dei, in Spagna, dove prese l'abito il 31 marzo 1920. Il 14 dicembre 1926 fu inviato alla Certosa di Montalegre. Non poté accedere alla professione solenne essendosi deteriorata la sua salute psichica. Il 20 luglio 1936 la Certosa di Montalegre fu occupata dai rivoluzionari nel corso della guerra civile spagnola, tre monaci furono fucilati, gli altri riuscirono a salvarsi e si rifugiarono altrove. Dopo essere stato ospitato alla Certosa di Pavia, Fratel Cantero giunse a Farneta nel novembre 1936. Fu giustiziato il 10 settembre 1944 verso le 5 del pomeriggio.

## Onorificenze
Dei dodici monaci certosini, sei padri e sei conversi, uccisi nella Strage di Farneta, undici hanno ricevuto, il 5 settembre 2001, la Medaglia d'Oro al Merito Civile, concessa dal Presidente della Repubblica Italiana, Carlo Azeglio Ciampi, mentre a padre Antonio Costa è stata conferita la Medaglia d'Oro al Valor Militare.